# McIntosh Laboratory
McIntosh Laboratory (Макинтош Лэборатори) — производитель звукового оборудования класса High-End ручной сборки, расположенный в городе Бингемтон, штат Нью-Йорк, США.
Компания McIntosh была основана в 1949 году Фрэнком Макинтошем (англ. Frank McIntosh) для производства аудиокомпонентов.
Усилители McIntosh использовались на музыкальном фестивале в Вудстоке в 1969 году.